# Бенгальский розовый
Бенга́льский ро́зовый (3′,4′,5′,6′-тетрахлор-2,4,5,7-тетраиодфлуоресцеин) — органическое соединение, ксантеновый краситель с химической формулой C20H4Cl4I4O5. Используется в микроскопии для окраски препаратов и в аналитической химии как адсорбционный индикатор. Также модифицированная разновидность этого красителя, с радиоактивным изотопом иода 131I применяется в медицине под названием «бенгальская розовая радиоактивная».
Синонимы: бенгальский розовый Б, бенгальская роза, Bengalrosa B, Rose Bengale, Rose Bengal 2B, C. I. 45440.

## История
Впервые для изучения функций печени бенгальский розовый начали применять в 1923 году, однако исследования были остановлены из-за высокой токсичности красителя. Способ подразумевал периодический забор крови и определение в ней концентрации красителя.
В дальнейшем для этой цели предложили использовать модифицированный радиоактивный краситель, что позволило значительно снизить требуемое количество вещества. Способ оказался удачным и с 1955 года метод был широко внедрён в клинические исследования.

## Свойства
Имеет вид красно-коричневых кристаллов. Молярная масса 1017,64 г/моль. Растворяется в воде с образованием окраски от вишнево-красной до синевато-красной, но в отличие от флуоресцеина, водные растворы не флуоресцируют.

## Получение
Получают иодированием тетрахлорфлуоресцеина в щелочном водном растворе с последующем осаживанием красителя соляной кислотой.

## Применение
Применяется для окраски гематоксилиновых препаратов при проведении бактериологических и гистологических исследований.
Находит применение для определения иодидов в аналитической химии.

## Бенгальский розовый радиоактивный
Калиевая соль бенгальского розового, приготовленного из радиоактивного изотопа иода 131I используется в медицине для диагностики печени. Химические свойства этого красителя совпадают с немодифицированным, но он позволяет использовать внешнее наблюдение за γ-излучением.
После введения инъекции красителя он связывается с белком плазмы — альбумином и с током крови движется к печени, где начинается процесс выведения красителя в кишечник с током жёлчи. У здорового человека выведения красителя через почки не происходит, но в случае некоторых патологий может наблюдаться и выведение с мочой.